# Asibilación
La asibilación es un proceso de cambio fonético que consiste en la transformación de un sonido no sibilante en sibilante.
La asibilación del fonema /r/ (r fuerte) es característica de muchos hablantes de español costarricense.
Otro ejemplo de asibilación se está dando en finés, familia fino-ugria, donde ante una sílaba final /ti/ que preceda una consonante líquida o incluso una vocal larga, se cambia a /si/: kielti → kielsi o, en algunos idiolectos, sääti → sääsi.
También en ciertos dialectos del griego antiguo se produjo el fenómeno de la asibilación, que consistió en el paso del grupo -τι- (-ti-) a -σι (-si-) en determinados contextos. Los grupos dialectales micénico, arcadio chipriota, lesbio y jónico ático presentan asibilación, el beacio, tesalio, dorio y panfilio no. De tal forma, una palabra como φέρουσι ("llevan") en jónico-ático, aparece en algunos dialectos no asibiladores como φέροντι.  
- Datos: Q504546